# 馬其頓 (愛荷華州)
馬其頓（英語：Macedonia）是一個位於美國愛荷華州波特瓦特米縣的城市。

## 地理
馬其頓的座標為41°11′31″N 95°25′30″W / 41.19194°N 95.42500°W，而該地的平均海拔高度為340米（即1115英尺）。

## 人口
根據2010年美國人口普查的數據，馬其頓的面積為0.85平方千米，當中陸地面積為0.85平方千米，而水域面積為0.00平方千米。當地共有人口246人，而人口密度為每平方千米289人。